# El experimento del doctor Quatermass
The Quatermass Xperiment (en castellano El experimento del doctor Quatermass) es una película dirigida por Val Guest en 1955 y producida por la compañía Hammer. El filme abrió una nueva vía en la ciencia ficción cinematográfica que sería muy fructífera, al presentar una nueva tipología de vida extraterrestre en forma de monstruo o amenaza biológica, si bien su tratamiento en la película es propio de una película de suspense e incluso de terror.
La película se basó en la serie de televisión The Quatermass Experiment (1953), de gran éxito por aquel entonces. El éxito de la película propició la continuación de la saga con otras dos películas: Quatermass II y Quatermass and the Pit (¿Qué sucedió entonces?).

## Argumento

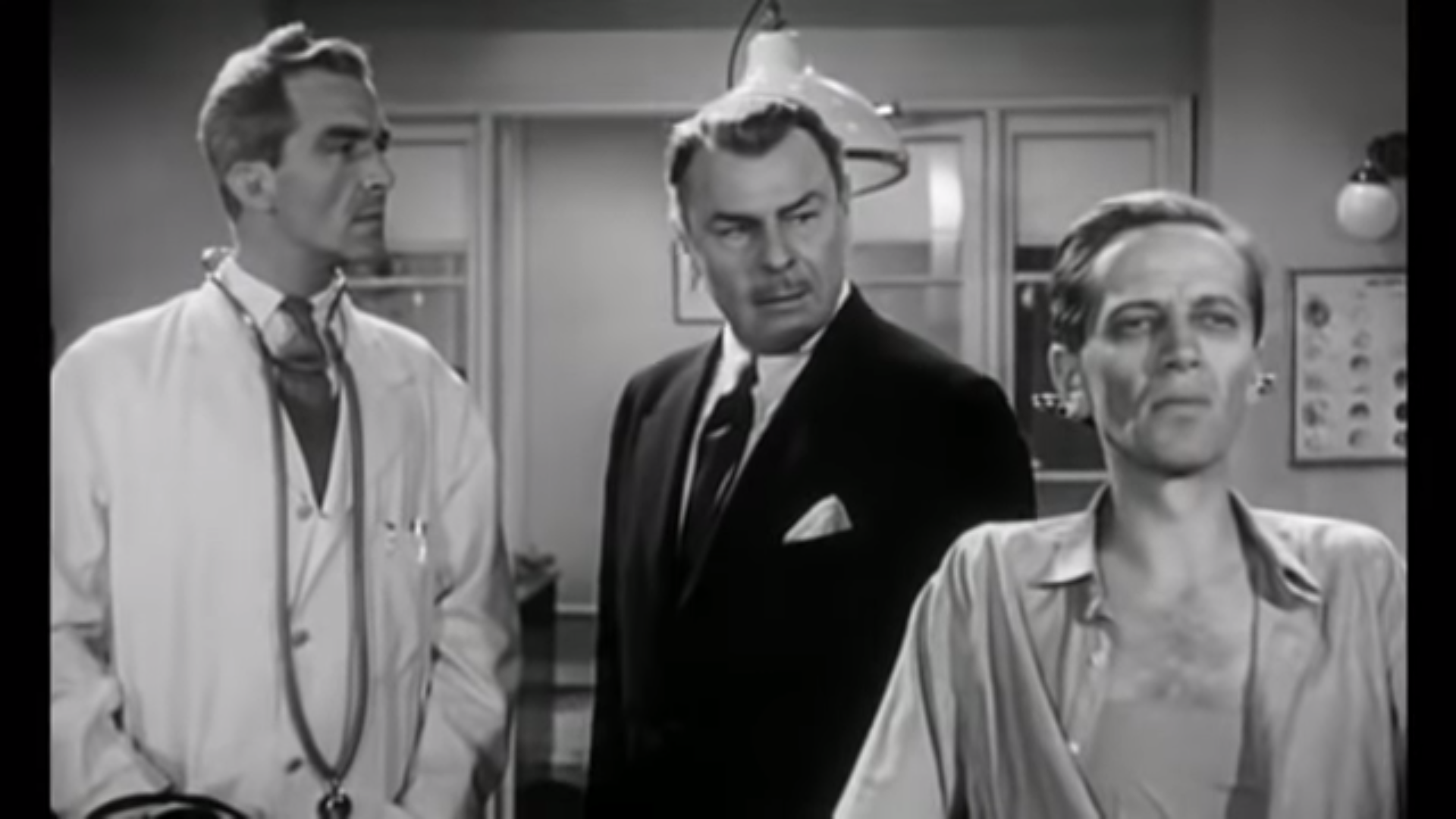
David King-Wood, Brian Donlevy y Richard Wordsworth en El experimento del doctor Quatermass

El Doctor Quatermass ha lanzado un cohete tripulado al espacio. Al regresar a la Tierra, algo sale mal y el cohete se estrella en un campo de Inglaterra. Rápidamente acuden los equipos de emergencia y el propio Quatermass a rescatar a los tripulantes y descubren que dos de ellos han desaparecido sin dejar rastro mientras que el tercero sufre una conmoción que le impide contar nada de lo sucedido.
El misterio comienza a resolverse cuando los investigadores descubren restos orgánicos en la nave y Quatermass llega a la conclusión de que ésta ha traído de vuelta a la Tierra una forma de vida que se está fusionando con todo ser vivo que encuentra en nuestro planeta y que puede ser una amenaza para la vida humana.

## Influencias y legado
Aunque en la época en que se rodó la película los efectos especiales no eran muy sofisticados ni su presupuesto demasiado elevado, el filme, como se ha dicho, abrió una nueva vía en la ciencia ficción cinematográfica al presentar la vida extraterrestre como una amenaza biológica. El tipo de monstruo que presenta la película, un ser de morfología cambiante que evoluciona peligrosamente, recuerda a la obra de John W. Campbell Who goes there?, de 1938. 
Aparte del guion, la película presenta otros aciertos mayores, como el ligero tinte documental, sello de marca del director, que le proporciona una mayor credibilidad; la fotografía, tenebrosa y sugerente, que contribuye a aumentar el suspense y la actuación algo teatral de los protagonistas, que proporciona un mayor empaque a la obra.
- Datos: Q1683913
- Multimedia: The Quatermass Xperiment / Q1683913